# Siphonogamie
 (octobre 2013).
Si vous disposez d'ouvrages ou d'articles de référence ou si vous connaissez des sites web de qualité traitant du thème abordé ici, merci de compléter l'article en donnant les références utiles à sa vérifiabilité et en les liant à la section « Notes et références ».
La siphonogamie est le mode de fécondation des spermatophytes (ou plantes à graines), à l'exception des Cycadophytes et des gingkos qui ont un gamète mâle mobile multiflagellé. Un tube pollinique émis par le grain de pollen permet la rencontre du gamète mâle non mobile avec l'ovule. Dans l'histoire évolutive des végétaux, on parle :
- d'oogamie si un gamète mâle flagellé, nageur, se déplace activement dans l'eau pour aller à l'encontre du gamète femelle immobile
- de zoïdogamie si le gamète mâle se déplace dans un liquide produit par le gamétophyte femelle
- et de siphonogamie si le gamète mâle n'a pas besoin de la présence d'un liquide.

Quand il s'agit de végétaux terrestres, la zoïdogamie signifie une adaptation incomplète au milieu aérien puisqu'il faut un milieu aquatique localisé pour la reproduction sexuée.
Avec les Gymnospermes et les Angiospermes, la siphonogamie, en s'affranchissant totalement du milieu hydrique, caractérise une adaptation complète, le gamète mâle étant transporté passivement jusqu'au gamète femelle.